# تارین تامس
تارین تامس (انگلیسی: Taryn Thomas؛ زاده ۲۷ مهٔ ۱۹۸۳) یک بازیگر پورنوگرافی اهل نیو نیو جرسی آمریکا است.